# 佐々部晩穂
佐々部 晩穂（ささべ くれお、1893年3月26日 - 1979年1月23日）は、日本の実業家。元中部日本放送初代社長。元名古屋商工会議所会頭。元大同大学理事。

## 略歴

### 旧制一高・京都帝大から日銀へ
福岡県山門郡塩塚村で医者だった父・田尻常太郎（福岡県士族）の息子に生まれる。
1914年（大正３年）旧制一高を卒業して、京都帝国大学（現京都大学）に進学、同期の卒業生には汐見三郎、高山義三、岸要、酒井忠正、森本寛三郎がいた。
京都帝国大学を首席（恩賜の銀時計組）で卒業後、1918年（大正7年）に日本銀行へ入行する。日銀の同期には一万田尚登がいた。営業局を経て、
のちに日銀総裁となる結城豊太郎が支店長を務める大阪支店、ロンドン支店などで勤務する。株式局時代は日銀が保管していた勧業債券を日本勧業銀行へ移管した。

### 伊藤財閥入り、中部財界の指導者へ
大学卒業前に恩師の小川郷太郎教授から縁談が持ち込まれ、三重県の旧家である佐々部家の婿養子となっていたが、佐々部家の縁戚で媒酌人を務めた伊藤財閥当主である15代・伊藤次郎左衞門から懇望されて、1936年（昭和11年）７月、伊藤銀行（旧東海銀行の前身行、現三菱UFJ銀行）の副頭取、松坂屋（現J.フロント リテイリング・大丸松坂屋百貨店）監査役に就任し、伊藤銀行の実質的な経営者となる。
1938年（昭和13年）12月には半田市の中埜銀行、1939年（昭和14年）11月に内海町の知多銀行の営業権を譲り受けて業務を拡張する。
国家総動員法の公布、日独伊三国同盟が成立して戦時統制の色が濃くなり、大蔵省の「一県一行主義」の方針に従い、1941年（昭和16年）6月、伊藤銀行と愛知銀行、名古屋銀行の３行が新設合併して東海銀行を誕生させた。東海銀行の設立は軍部の圧力でできたものとみる向きが多いが、具体的に推進したのは将来の名古屋の産業発展のために過当競争を避け、経営の合理化を進めて資金コストを下げるために、基盤の強固な本店銀行が名古屋に必要だという佐々部の信念だった。
1948年（昭和23年）、松坂屋の副社長に就任し、伊藤財閥が財閥解体を免れるよう占領軍に英文の説明資料を何度も提出して説明するなど東奔西走した。財閥解体を免れると、戦争で被災した名古屋店、銀座店、静岡店の応急復旧工事に取りかかり、当時の資金統制令で百貨店が「丙種」に指定されていた状況下で復旧資金の確保に奔走、松坂屋の復興に邁進した。
中部日本新聞と名古屋商工会議所の三輪常次郎会頭が一体となり、1949年（昭和24年）12月に中部日本放送（CBC）創立準備委員会を設置すると、病気辞任した三輪常次郎の後任として名古屋商工会議所会頭、中部日本放送発起人総代に就任した16代・伊藤次郎左衞門の推薦により、佐々部は中部日本放送社長の初代社長に就任、1951年（昭和26年）9月1日、日本初の民間放送開局に漕ぎつけた。
晩年は松坂屋・東海銀行・中部日本放送の各会長を歴任、名古屋商工会議所会頭を務めた。
1979年1月23日、85歳で逝去。

### 財界人としての事績
- 旧制一高時代の親友である高田元三郎が1946年（昭和21年）３月に日米通信社を発足させる時は日本再建の指針となるべく国際情報の収集という趣旨に賛同して出資した[12]。
- 毎日新聞グループの関連施設「毎日中部会館」の発起人を務めたこともある（当該項参照）。
- 英国赴任中にゴルフを覚えた佐々部は、中部ゴルフ連盟初代会長、名古屋ゴルフ倶楽部理事長時代に「名古屋で年に1度くらい、一流のゴルファーを呼んで、最高レベルのゴルフを地元の人たちに見せてあげられないものか」という想いを強くし中部の財界やゴルフ界を動かし、中日クラウンズを企画・開催した[13]。
- 名古屋商工会議所会頭時代、愛知県出身で第二次世界大戦後初の千日回峰行大行満大阿闍梨である叡南祖賢大僧正から要請され、比叡山延暦寺の復興に協力している[14][15]。

## 家族・親族
- 長男　佐々部英男（京都大学名誉教授）。
- 実兄　田尻生五は衆議院議員を務めた。
- 実甥　川越秀治は大同メタル工業（株）専務取締役 を務めた。(創業家）
- 佐々部家は桑名地方で回船問屋、木材業を営んでいた旧家で、伊藤次郎左衛門家とは二百年以上前から数代にわたり縁組を交わしており、妻の祖母が13代伊藤次郎左衛門の妹、義姉の夫は岡谷惣助である[16]。